# Classement mondial des universités QS
Le Classement mondial des universités QS (QS World University Rankings) est un classement annuel des universités publié par Quacquarelli Symonds (en). Il est l'un des trois classements des universités les plus réputés, avec les classements du Times et de l'université Jiao Tong de Shanghai. On y retrouve des classements par matière aussi bien que des classements globaux. QS publie également des classements régionaux, par exemple le QS Asian University Ranking et le QS Latin American University Ranking, qui sont tous deux indépendants et arrivent à des conclusions différentes du classement mondial à cause de différences dans la méthodologie et dans les critères utilisés.

## Classement mondial
QS classe environ mille universités et institutions d'enseignement supérieur du monde entier selon des critères de réputation et de performance en enseignement et recherche. 
Ces critères sont les suivants : Réputation académique (enquête auprès des chercheurs); Réputation du côté de l'employeur (Enquête auprès des employeurs); Taux d'encadrement des étudiants ;  Proportion d'enseignants internationaux ; Proportion d'étudiants internationaux ; Taux de citation des publications par enseignant.
Les 50 premières universités du classement global sont présentées ci-dessous :
| Université                                           | Pays         | Classement 2020/21 |
| ---------------------------------------------------- | ------------ | ------------------ |
| Massachusetts Institute of Technology                | États-Unis   | 1                  |
| Université Stanford                                  | États-Unis   | 2                  |
| Université Harvard                                   | États-Unis   | 3                  |
| California Institute of Technology                   | États-Unis   | 4                  |
| Université d'Oxford                                  | Royaume-Uni  | 5                  |
| École polytechnique fédérale de Zurich (ETH)         | Suisse       | 6                  |
| Université de Cambridge                              | Royaume-Uni  | 7                  |
| Imperial College London                              | Royaume-Uni  | 8                  |
| Université de Chicago                                | États-Unis   | 9                  |
| University College London                            | Royaume-Uni  | 10                 |
| Université nationale de Singapour                    | Singapour    | 11                 |
| Université de Princeton                              | États-Unis   | 12                 |
| Université de technologie de Nanyang                 | Singapour    | 13                 |
| École polytechnique fédérale de Lausanne (EPFL)      | Suisse       | 14                 |
| Université Tsinghua                                  | Chine        | 15                 |
| Université de Pennsylvanie                           | États-Unis   | 16                 |
| Université Yale                                      | États-Unis   | 17                 |
| Université Cornell                                   | États-Unis   | 18                 |
| Université Columbia                                  | États-Unis   | 19                 |
| Université d'Édimbourg                               | Royaume-Uni  | 20                 |
| Université du Michigan à Ann-Arbor                   | États-Unis   | 21                 |
| Université de Hong Kong                              | Hong Kong    | 22                 |
| Université de Pékin                                  | Chine        | 23                 |
| Université de Tokyo                                  | Japon        | 24                 |
| Université Johns Hopkins                             | États-Unis   | 25                 |
| Université de Toronto                                | Canada       | 25                 |
| Université des sciences et technologies de Hong Kong | Hong Kong    | 27                 |
| Université de Manchester                             | Royaume-Uni  | 27                 |
| Université Northwestern                              | États-Unis   | 29                 |
| Université de Californie à Berkeley                  | États-Unis   | 30                 |
| Université nationale australienne                    | Australie    | 31                 |
| King's College London                                | Royaume-Uni  | 31                 |
| Université McGill                                    | Canada       | 31                 |
| Université Fudan                                     | Chine        | 34                 |
| Université de New York                               | États-Unis   | 35                 |
| Université de Californie à Los Angeles               | États-Unis   | 36                 |
| Université nationale de Séoul                        | Corée du Sud | 37                 |
| Université de Kyoto                                  | Japon        | 38                 |
| KAIST                                                | Corée du Sud | 39                 |
| Université de Sydney                                 | Australie    | 40                 |
| Université de Melbourne                              | Australie    | 41                 |
| Université Duke                                      | États-Unis   | 42                 |
| Université chinoise de Hong Kong                     | Hong Kong    | 43                 |
| Université de Nouvelle-Galles du Sud                 | Australie    | 44                 |
| Université de Colombie-Britannique                   | Canada       | 45                 |
| Université du Queensland                             | Australie    | 46                 |
| Université Jiao-tong de Shanghai                     | Chine        | 47                 |
| Université municipale de Hong Kong                   | Hong Kong    | 48                 |
| London School of Economics                           | Royaume-Uni  | 49                 |
| Université technique de Munich                       | Allemagne    | 50                 |

## Classement mondial des villes étudiantes
L'institut propose aussi depuis 2014 un classement mondial des villes étudiantes (intitulé QS Best Student Cities) selon 5 catégories de critères: classement des universités, composition de la population étudiante, désirabilité,
activité des employeurs et abordabilité.
| N° | 2014      | 2015      | 2016      | 2017      | 2018      | 2019      |
| -- | --------- | --------- | --------- | --------- | --------- | --------- |
| 1  | Paris     | Paris     | Paris     | Montréal  | Londres   | Londres   |
| 2  | Londres   | Melbourne | Melbourne | Paris     | Tokyo     | Tokyo     |
| 3  | Singapour | Londres   | Tokyo     | Londres   | Melbourne | Melbourne |
| 4  | Sydney    | Sydney    | Sydney    | Séoul     | Montréal  | Munich    |
| 5  | Zurich    | Hong Kong | Londres   | Melbourne | Paris     | Berlin    |
| 6  | Melbourne | Boston    | Singapour | Berlin    | Munich    | Montréal  |
| 7  | Hong Kong | Tokyo     | Montréal  | Tokyo     | Berlin    | Paris     |
| 8  | Boston    | Montréal  | Hong Kong | Boston    | Zurich    | Zurich    |
| 9  | Montréal  | Toronto   | Berlin    | Munich    | Sydney    | Sydney    |
| 10 | Munich    | Séoul     | Séoul     | Vancouver | Séoul     | Hong Kong |

## Classement en France
Cet article présente les principales universités françaises. La liste inclut celles qui figurent parmi les 20 premières dans au moins l'un des principaux classements internationaux et nationaux. Les trois classements internationaux qui captent le plus l’attention des médias sont le Times Higher Education World University Rankings, le classement mondial des universités QS et le classement académique des universités mondiales par l'université Jiao Tong de Shanghai,,,.
| Nom                                                | Ville            | Rang national ARWU, 2021, | Rang international ARWU, 2021 | Rang national THE, 2022 | Rang international THE, 2022 | Rang national QS, 2021 | Rang international QS, 2021 | Nombre d'étudiants | Remarques                                                                                |
| -------------------------------------------------- | ---------------- | ------------------------- | ----------------------------- | ----------------------- | ---------------------------- | ---------------------- | --------------------------- | ------------------ | ---------------------------------------------------------------------------------------- |
| Université Paris-Saclay                            | Orsay            | 1                         | 13                            | 4                       | 117                          | 4                      | 86                          | 48 000             | Regroupe CentraleSupélec, l'ENS Paris-Saclay, AgroParisTech, etc.                        |
| Sorbonne Université                                | Paris            | 2                         | 35                            | 2                       | 88                           | 3                      | 72                          | 55 600             | Fusion de l'université Paris-Sorbonne (Paris-IV) et de l'UPMC (Paris-VI) en 2018.        |
| Université PSL                                     | Paris            | 3                         | 38                            | 1                       | 40                           | 1                      | 44                          | 17 000             | Regroupe l'Université Paris-Dauphine, l'ENS Ulm, Chimie ParisTech, Mines ParisTech, etc. |
| Université Paris-Cité                              | Paris            | 4                         | 73                            | 5                       | 155                          | 7                      | 261                         | 64 100             | Fusion des universités Paris Descartes (Paris-V) et Paris Diderot (Paris-VII) en 2019.   |
| Aix-Marseille Université                           | Marseille        | 5                         | 101-150                       | 7                       | 301-350                      | s.o.                   | s.o.                        | 80 000             | Fusion des universités Aix-Marseille I, II et III en 2012.                               |
| Université Grenoble-Alpes                          | Grenoble         | 6                         | 101-150                       | 11                      | 301-350                      | 10                     | 314                         | 55 000             |                                                                                          |
| Université de Strasbourg                           | Strasbourg       | 7                         | 101-150                       | 18                      | 501-600                      | s.o.                   | s.o.                        | 48 011             |                                                                                          |
| Université de Montpellier                          | Montpellier      | 8                         | 151-200                       | 7                       | 301-350                      | s.o.                   | s.o.                        | 49 000             |                                                                                          |
| Université de Bordeaux                             | Bordeaux         | 9                         | 201-300                       | 7                       | 301-350                      | s.o.                   | s.o.                        | 50 174             |                                                                                          |
| Université Claude Bernard Lyon 1                   | Lyon             | 10                        | 201-300                       | 13                      | 401-500                      | s.o.                   | s.o.                        | 46 000             |                                                                                          |
| Université de Lorraine                             | Metz Nancy       | 11                        | 201-300                       | 22                      | 601-800                      | s.o.                   | s.o.                        | 60 000             |                                                                                          |
| Institut polytechnique de Paris                    | Palaiseau        | 12                        | 301-400                       | 3                       | 95                           | 2                      | 49                          | 8 000              | Regroupe l'École polytechnique, Télécom Paris, Télécom SudParis, l'ENSAE Paris, etc.     |
| Université Paul Sabatier                           | Toulouse         | 14                        | 301-400                       | 18                      | 501-600                      | s.o.                   | s.o.                        | 31 511             | Pour le classement THE, il s'agit de l'Université fédérale Toulouse-Midi-Pyrénées        |
| Université Toulouse 1 Capitole                     | Toulouse         | 15                        | 301-400                       | 18                      | 501-600                      | s.o.                   | s.o.                        | 22 400             | Pour le classement THE, il s'agit de l'Université fédérale Toulouse-Midi-Pyrénées        |
| Université Côte d'Azur                             | Nice             | 16                        | 401-500                       | 13                      | 401-500                      | s.o.                   | s.o.                        | 35 000             |                                                                                          |
| Université de Lille                                | Lille            | 17                        | 401-500                       | 18                      | 501-600                      | s.o.                   | s.o.                        | 75 000             | Fusion des universités Lille I, II et III en 2017.                                       |
| Université de Bourgogne                            | Dijon            | 18                        | 501-600                       | 22                      | 601-800                      | s.o.                   | s.o.                        | 34 169             |                                                                                          |
| Université Clermont Auvergne                       | Clermont-Ferrand | 19                        | 501-600                       | 28                      | 801-1000                     | s.o.                   | s.o.                        | 35 000             |                                                                                          |
| Université Rennes 1                                | Rennes           | 20                        | 501-600                       | 28                      | 801-1000                     | s.o.                   | s.o.                        | 30 630             |                                                                                          |
| Université de Nantes                               | Nantes           | 21                        | 601-700                       | 22                      | 601-800                      | s.o.                   | s.o.                        | 37 648             |                                                                                          |
| Université de Versailles Saint-Quentin-en-Yvelines | Versailles       | 22                        | 601-700                       | s.o.                    | 351-400                      | s.o.                   | s.o.                        | 19 000             |                                                                                          |
| Université Paris 1 Panthéon-Sorbonne               | Paris            | s.o.                      | s.o.                          | 22                      | 601-800                      | 9                      | 290                         | 43 700             |                                                                                          |
| Sciences Po Paris                                  | Paris            | s.o.                      | s.o.                          | 13                      | 401-500                      | 7                      | 261                         | 3 280              |                                                                                          |
| CY Cergy Paris Université                          | Cergy-Pontoise   | s.o.                      | s.o.                          | 22                      | 601-800                      | s.o.                   | s.o.                        | 25 000             |                                                                                          |